# Tayshaneta
Tayshaneta là một chi nhện trong họ Leptonetidae.

## Các loài
- Tayshaneta anopica (Gertsch, 1974) – USA
- Tayshaneta archambaulti Ledford, Paquin, Cokendolpher, Campbell & Griswold, 2012 – USA
- Tayshaneta bullis (Cokendolpher, 2004) – USA
- Tayshaneta coeca (Chamberlin & Ivie, 1942) (type) – USA
- Tayshaneta concinna (Gertsch, 1974) – USA
- Tayshaneta devia (Gertsch, 1974) – USA
- Tayshaneta emeraldae Ledford, Paquin, Cokendolpher, Campbell & Griswold, 2012 – USA
- Tayshaneta fawcetti Ledford, Paquin, Cokendolpher, Campbell & Griswold, 2012 – USA
- Tayshaneta grubbsi Ledford, Paquin, Cokendolpher, Campbell & Griswold, 2012 – USA
- Tayshaneta madla Ledford, Paquin, Cokendolpher, Campbell & Griswold, 2012 – USA
- Tayshaneta microps (Gertsch, 1974) – USA
- Tayshaneta myopica (Gertsch, 1974) – USA
- Tayshaneta oconnorae Ledford, Paquin, Cokendolpher, Campbell & Griswold, 2012 – USA
- Tayshaneta paraconcinna (Cokendolpher & Reddell, 2001) – USA
- Tayshaneta sandersi Ledford, Paquin, Cokendolpher, Campbell & Griswold, 2012 – USA
- Tayshaneta sprousei Ledford, Paquin, Cokendolpher, Campbell & Griswold, 2012 – USA
- Tayshaneta valverdae (Gertsch, 1974) – USA
- Tayshaneta vidrio Ledford, Paquin, Cokendolpher, Campbell & Griswold, 2012 – USA
- Tayshaneta whitei Ledford, Paquin, Cokendolpher, Campbell & Griswold, 2012 – USA